# ORP Tur
ORP Tur – polski trałowiec bazowy z okresu zimnej wojny, jeden z trzech zbudowanych na radzieckiej licencji trałowców proj. 254K. Okręt został zwodowany 22 grudnia 1956 roku w Stoczni im. Komuny Paryskiej w Gdyni, a do służby w Marynarce Wojennej przyjęto go 6 sierpnia 1957 roku. Intensywnie eksploatowana jednostka, oznaczona znakami burtowymi T-62, a następnie 602, większą część służby spędziła w 12. Dywizjonie Trałowców Bazowych 8. Flotylli Obrony Wybrzeża w Świnoujściu. W 1978 roku trałowiec został przebudowany na okręt badawczy i w tym charakterze służył do października 1991 roku, jako ostatnia z polskich jednostek projektu 254. W oczekiwaniu na złomowanie okręt zatonął podczas sztormu w Gdyni 14 stycznia 1993 roku, a następnie został podniesiony i rozebrany.

## Projekt i budowa

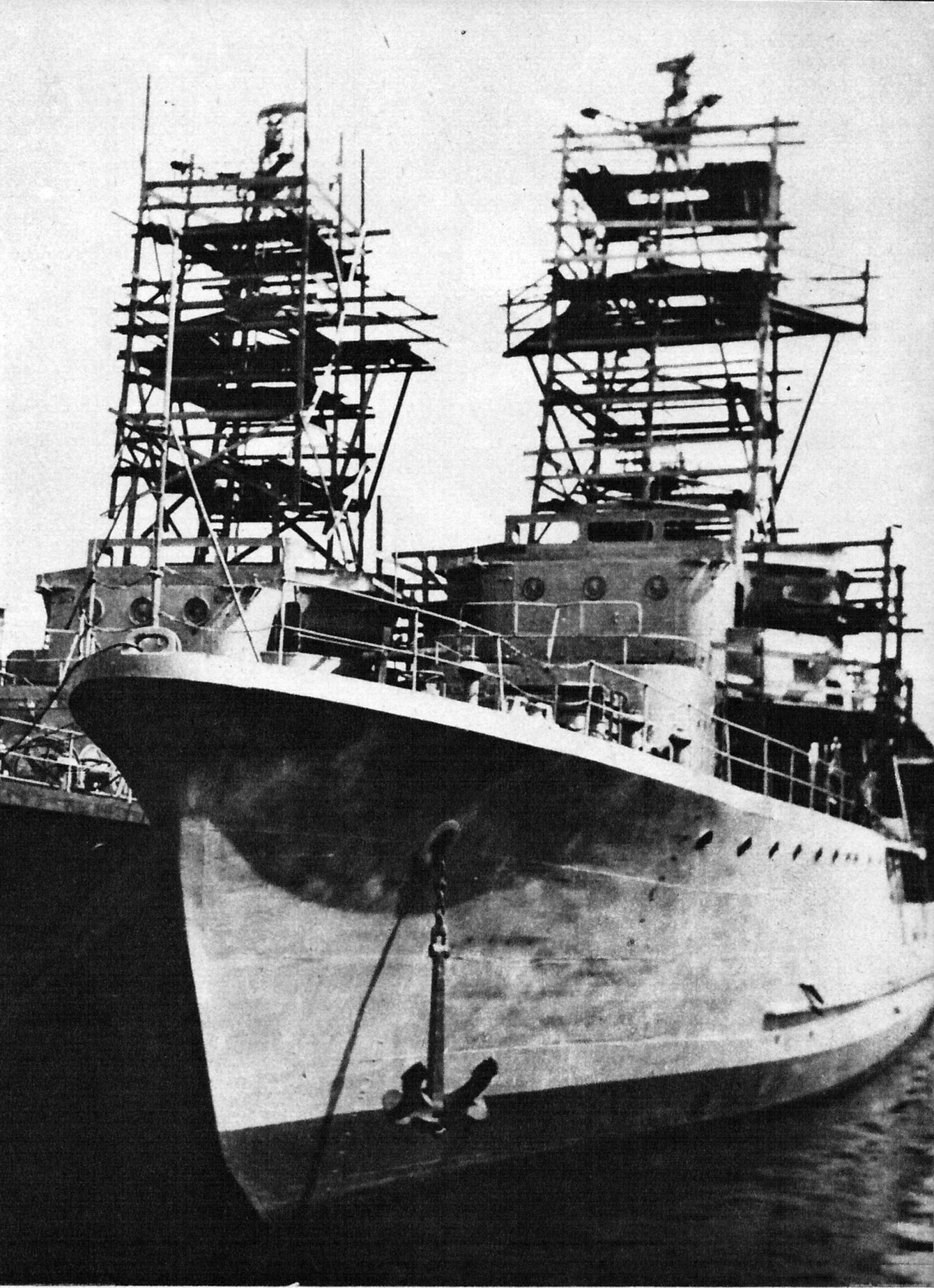
Końcowy etap budowy polskich trałowców proj. 254

Prace nad pełnomorskim trałowcem bazowym rozpoczęły się w ZSRR w 1943 roku, na bazie doświadczeń z budowy i eksploatacji trałowców projektu 58 i projektu 263. Początkowo projektem zajmowało się biuro konstrukcyjne CKB-370, następnie CKB-17, a ostateczną koncepcję jednostki opracowało CKB-363 w 1946 roku. Nowe okręty miały być zdolne do określania granic pól minowych i ich likwidacji, prowadzenia trałowań kontrolnych i rozpoznawczych, torowania przejść w polach minowych, eskortowania za trałami innych jednostek i stawiania min. Dodatkowym wymaganiem była zdolność do wykrywania i niszczenia okrętów podwodnych. W 1947 roku rozpoczęto produkcję seryjną, budując łącznie ok. 180 okrętów w wersjach 254, 254K, 254M i 254A.
Na początku lat 50. w Państwowej Komisji Planowania Gospodarczego i Sztabie Generalnym Wojska Polskiego zapadły decyzje o rozpoczęciu licencyjnej budowy okrętów w polskich stoczniach, w tym trałowców. W styczniu 1953 roku dotarła do Polski dokumentacja techniczna trałowca projektu 254K. Projekt, pod oznaczeniem „Trałowiec 500 ton”, „Projekt 4” i „B 4”, 8 lutego 1954 roku zaaprobowany został do seryjnej budowy przez specjalną komisję Dowództwa Marynarki Wojennej. Początkowo planowano, że budowa prototypowego trałowca rozpocznie się jeszcze w 1953 roku, jednak problemy gdańskiego Centralnego Biura Konstrukcji Okrętowych nr 2 z adaptacją dokumentacji licencyjnej do polskich norm spowodowały, że prace zaczęły się w połowie 1955 roku. Kolejne opóźnienie nastąpiło po otrzymaniu we wrześniu 1955 roku polecenia budowy trałowców w nowszej wersji 254M, jednak z powodu rozpoczęcia prac stoczniowych (i zakupionego w ZSRR wyposażenia) postanowiono pierwsze trzy okręty (późniejsze „Żubr”, „Tur” i „Łoś”) ukończyć w pierwotnej konfiguracji.
ORP „Tur” zbudowany został w Stoczni im. Komuny Paryskiej w Gdyni. Stępkę położono 23 lipca 1956 roku, wodowanie miało miejsce 22 grudnia tego roku, a do służby w Marynarce Wojennej okręt wszedł 6 sierpnia 1957 roku. Trałowiec otrzymał nazwę pochodzącą od wymarłego zwierzęcia lądowego – tura, łamiąc zasady dotychczasowego nazewnictwa okrętów tej klasy w Marynarce Wojennej, nawiązujące do ptaków i zwierząt morskich.

## Dane taktyczno-techniczne
Okręt był dużym, pełnomorskim trałowcem. Długość całkowita wynosiła 58 metrów (54 metry na konstrukcyjnej linii wodnej), szerokość 8,5 metra i zanurzenie 2,3 metra. Wykonany ze stali, całkowicie spawany kadłub jednostki podzielony był na jedenaście przedziałów wodoszczelnych (od dziobu): I – forpik i magazyn, II – komora łańcuchowa i magazyn żywności, III – pomieszczenia mieszkalne i służbowe oraz magazyny, IV – zbiorniki i pomieszczenia załogi, V – komora amunicyjna, VI – mechanizmy pomocnicze, VII – maszynownia, VIII – magazyny i komora amunicyjna, IX – wały napędowe i pomieszczenia załogi, X – magazyn trałowy i XI – maszyna sterowa i magazyny: chemiczny i mundurowy. W przebiegającym niemal na całej długości kadłuba dnie podwójnym mieściły się zbiorniki paliwa, wody i zęzy. Pod podwyższonym pokładem dziobowym znajdowały się kolejno: magazyn farb, urządzenie kotwiczne, jadalnia oficerska, kabiny oficerów i pomieszczenia podoficerskie. W dalszej części nadbudówki znajdowały się pomieszczenia mechanizmów radiotechnicznych, kambuz, przewody kominowe, pomocniczy generator prądotwórczy oraz bęben kabloliny trału elektromagnetycznego. Dwuipółkondygnacyjna nadbudówka dziobowa mieściła pomieszczenie dowódcy, kabinę szyfrów, kabiny radio, pomieszczenie operatorskie urządzeń radiotechnicznych, sterówkę, kabinę nawigacyjną ze stanowiskiem operatora sonaru oraz, na szczycie, zadaszone stanowisko dowodzenia i wysoki, trójpodporowy maszt z antenami radarów i reflektorem. Wyporność standardowa wynosiła 500 ton, a pełna 597 ton. Okręt napędzany był przez dwa nawrotne, turbodoładowane czterosuwowe silniki wysokoprężne 9D o łącznej mocy 2200 koni mechanicznych (KM), poruszające dwiema śrubami o stałym skoku. Maksymalna prędkość okrętu wynosiła 14 węzłów (maks. 8,3 węzła podczas trałowania). Zasięg wynosił 2200 Mm przy prędkości 14 węzłów, 3200 Mm przy 10 węzłach i 1500 Mm z trałem przy prędkości 7 węzłów. Autonomiczność okrętu wynosiła 7 dób.

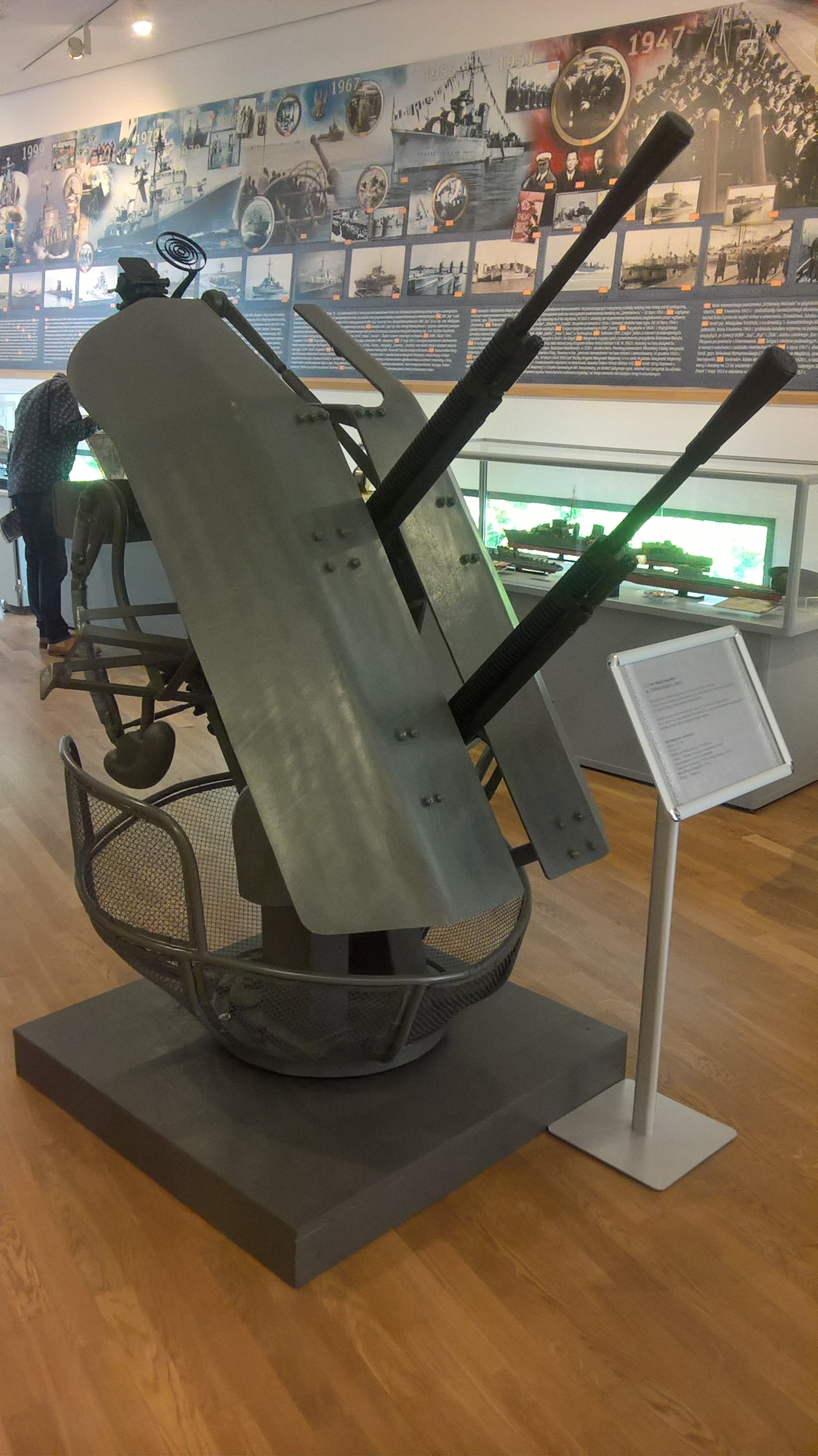
Podwójne stanowisko 2M-1 wkm kal. 12,7 mm

Uzbrojenie artyleryjskie jednostki stanowiły dwa podwójne zestawy działek przeciwlotniczych W-11M kal. 37 mm L/70, umieszczone na pokładzie dziobowym i łodziowym, z zapasem 1000 sztuk amunicji na lufę. Donośność praktyczna wynosiła 7000 metrów (pozioma), a pułap zwalczania samolotów wynosił około 4000 metrów. Na okręcie umieszczono też cztery podwójne stanowiska wielkokalibrowych karabinów maszynowych DSzK 2M-1 kal. 12,7 mm L/79 (dwa na nadbudówce dziobowej i dwa na pokładzie łodziowym, po obu stronach komina), z zapasem 2000 sztuk amunicji na lufę. Broń ZOP stanowiły dwa miotacze bomb głębinowych BMB-1 z zapasem 10 bomb głębinowych B-1. Ponadto okręt posiadał dwa tory minowe, na których mógł przenosić 10 min typu KB-3 lub 16 wz. 08/39. Wyposażenie uzupełniały trały: dwa kontaktowe MT-1 lub MT-2, jeden trał elektromagnetyczny TEM-52 i dwa akustyczne BAT-2. Wyposażenie radioelektroniczne obejmowało system rozpoznawczy „swój-obcy” typu Kremnij-2 (składający się z urządzenia nadawczego Fakieł-MZ i odbiorczego Fakieł-MO), radiostację UKF R-609, nadajnik KF R-644, odbiornik KF R-671, odbiornik pełnozakresowy R-675, radionamiernik ARP-50-1,2M, sonar Tamir-11 oraz radar obserwacji ogólnej Lin-M. Jednostka wyposażona była też w wyrzutnie dla 8 świec dymnych MDSz, windę kablową o uciągu 800 kG, dwa żurawiki trałowe o udźwigu 3 tony każdy, 10-wiosłową łódź okrętową i tratwy ratunkowe. 
Załoga okrętu składała się z 77 oficerów, podoficerów i marynarzy.

## Służba

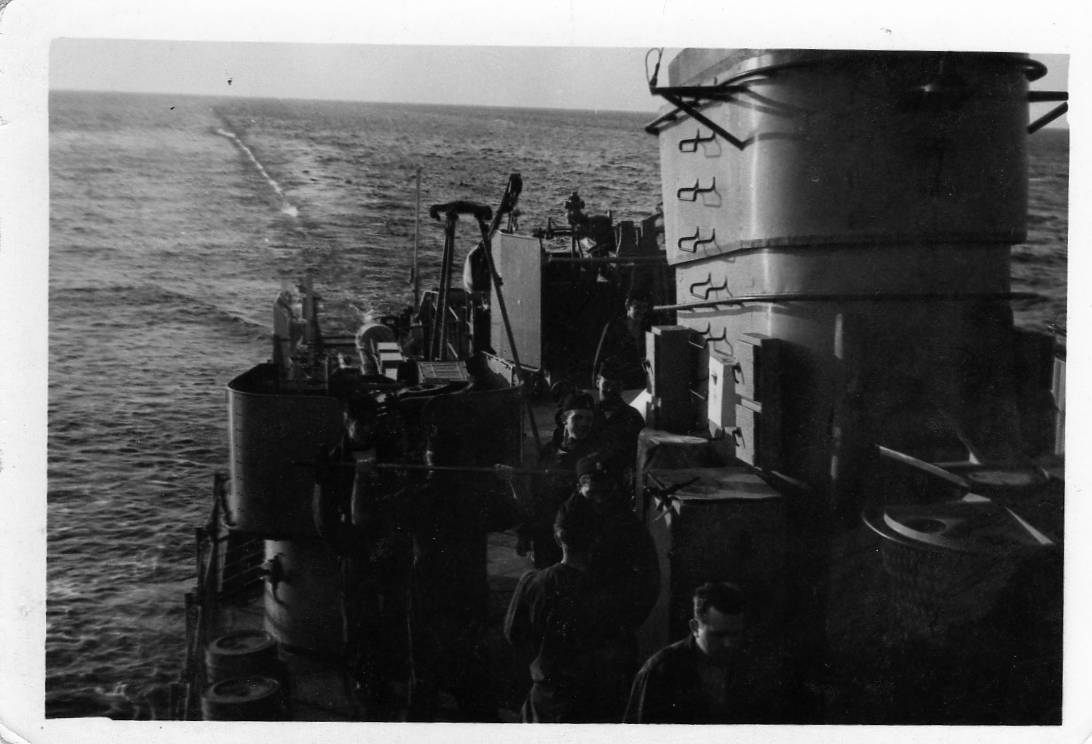
Jeden z polskich okrętów proj. 254 podczas trałowania

Pierwszym dowódcą jednostki został w sierpniu 1957 roku por. mar. Zenon Kulej. Okręt z oznaczeniem burtowym T-62 początkowo wchodził w skład Dywizjonu Trałowców Brygady Obrony Wodnego Rejonu Głównej Bazy, stacjonując na Helu. W 1959 roku jednostka po raz pierwszy publicznie zaprezentowała się polskiej publiczności, zgromadzonej w Szczecinie podczas Dni Morza. W tym roku jednostka wzięła udział w trałowaniu redy Kołobrzegu. 4 stycznia 1960 roku numer burtowy trałowca został zmieniony na 602. Tego roku okręt uczestniczył w poszukiwaniu min wokół portu w Oksywiu. Trałowiec przeplatał rutynową służbę wizytami zagranicznymi, odwiedzając w listopadzie 1960 roku Leningrad i we wrześniu następnego roku Tallinn.
W kwietniu 1964 roku jednostka – wraz z bliźniaczymi trałowcami „Żubr” i „Łoś” – została przeniesiona do Świnoujścia, włączona do utworzonej (rozkazem Dowódcy Marynarki Wojennej nr 055/Org. z 20 sierpnia 1964 roku) Grupy Trałowców Bazowych. Po reorganizacji floty przeprowadzonej w czerwcu 1965 roku okręt przyporządkowany został do 12. Dywizjonu Trałowców Bazowych 8. Flotylli Obrony Wybrzeża, nadal operując ze Świnoujścia. W grudniu tego roku jednostka wzięła udział w akcji ratowniczej okrętu podwodnego ORP „Sęp”, na którym doszło do wybuchu w przedziale akumulatorów i pożaru (po ugaszeniu ognia okręt podwodny został przeholowany do bazy w Świnoujściu). Prócz prac trałowych okręt wykorzystywano też do pełnienia służby dozorowej, m.in. rejonu Cieśnin Duńskich, a także wspólnych ćwiczeń z jednostkami 2. Brygady Okrętów Desantowych. W 1969 roku jednostka (wraz z bliźniaczymi trałowcami bazującymi w Świnoujściu) wzięła udział w ćwiczeniach Układu Warszawskiego „Odra – Nysa 69”, a 28 czerwca 1970 roku uczestniczyła w morskiej paradzie z okazji 25-lecia Marynarki Wojennej PRL. W drugiej połowie sierpnia 1970 roku okręt wziął udział w poszukiwaniu brytyjskich min niekontaktowych na wodach międzynarodowych w Zatoce Meklemburskiej. Latem 1972 roku zadaniem jednostki było sprawdzenie północnego toru wodnego Świnoujścia, z którego korzystały promy pasażerskie. W kolejnych latach służby okręt wielokrotnie uczestniczył w ćwiczeniach zabezpieczania desantu, rejsach szkoleniowych z podchorążymi Wyższej Szkoły Marynarki Wojennej na pokładzie i uciążliwych, wielodniowych rejsach dozorowych. W czerwcu 1975 roku okręt uczestniczył w ćwiczeniach o kryptonimie Posejdon-75. Podczas długoletniej służby modernizacji poddano wyposażenie radioelektroniczne okrętu: w latach 70. radar Lin-M został zastąpiony nowszym TRN-823, radiostację R-609 wymieniono na R-619, zamontowano też w miejsce radionamiernika ARP-50-1,2M odbiorniki brytyjskiego systemu radionawigacyjnego Decca.
W 1978 roku, gdy okręt przebywał w Stoczni Marynarki Wojennej w Gdyni na planowym remoncie, podjęto decyzję o przekształceniu jednostki na okręt badawczy – platformę do prowadzenia doświadczeń z nowymi systemami dozoru radiolokacyjnego. 18 marca tego roku okręt zakończył służbę jako trałowiec i został podporządkowany Szefostwu Łączności Marynarki, Wojennej zachowując swoją nazwę i numer burtowy. Usunięto całość wyposażenia służącego do niszczenia i stawiania min oraz większość uzbrojenia, pozostawiając jedynie dziobowe stanowisko działek 37 mm i dwa stanowiska 2M-1 obok komina. W miejsce rufowego stanowiska W-11M zamontowany został czteronożny maszt kratownicowy dla anten radarowych oraz kontener dla operatorów urządzeń radiolokacyjnych. Na okręcie zainstalowano stację radiolokacyjną SRN-7453 Nogat, testowano też prototyp polskiej stacji radiolokacyjnej NUR-25 z paraboliczną anteną, produkcji zakładów Radwar. W latach 80. zainstalowano system radionawigacji Bras (z odbiornikiem Hałs) oraz testowano doświadczalną wyrzutnię pocisków zakłócających Przepiórka (zainstalowaną przed pomostem) oraz dwie 12-lufowe wyrzutnie celów pozornych Derkacz kal. 70 mm (w miejsce usuniętych stanowisk 2M-1 po obu bokach komina). W 1982 roku okręt wziął udział w strzelaniach polskich kutrów rakietowych proj. 205 pod Bałtyjskiem, pełniąc rolę retranslatora.
Jednostka została wycofana ze służby po blisko 35-letnim okresie eksploatacji 31 października 1991 roku, jako ostatnia z polskich jednostek projektu 254. Oczekujący na rozbiórkę okręt, stojący przy nabrzeżu w Porcie Wojennym Gdynia-Oksywie, 14 stycznia 1993 roku zatonął podczas sztormu, a następnie został podniesiony i złomowany.